# Berdeniella huescana
Berdeniella huescana är en tvåvingeart som först beskrevs av Vaillant 1958.  Berdeniella huescana ingår i släktet Berdeniella och familjen fjärilsmyggor. Inga underarter finns listade i Catalogue of Life.